# ホアン・フェメニアス
ホアン・フェメニアス・デル・サルト（Joan Femenías del Salto、1996年8月19日 - ）は、スペイン・マナコル出身のサッカー選手。FCペナフィエル所属。ポジションはGK。

## クラブ経歴
2014-15シーズン、ビジャレアルCF Bでプロデビュー。しかし、トップチームでの出場機会を得られず、2019年6月にクラブを退団した。
2019年7月19日、フリーでCFフエンラブラダに移籍し、単年契約を結んだ。
2020年8月12日、レアル・オビエドと2年契約を交わした。
2024年6月22日、レアル・サラゴサに2年契約で移籍した。
2025年7月30日、FCペナフィエルに移籍した。